# Ісікава Наохіро
Ісікава Наохіро (яп. 石川 直宏, нар. 12 травня 1981, Канаґава) — японський футболіст.

## Виступи за збірну
2003 року дебютував в офіційних матчах у складі національної збірної Японії. Відтоді провів у формі головної команди країни 6 матчів.

## Статистика виступів
| Збірна Японії | Збірна Японії | Збірна Японії |
| Роки          | Ігри          | голи          |
| ------------- | ------------- | ------------- |
| 2003          | 1             | 0             |
| 2004          | 1             | 0             |
| 2005          | 0             | 0             |
| 2006          | 0             | 0             |
| 2007          | 0             | 0             |
| 2008          | 0             | 0             |
| 2009          | 2             | 0             |
| 2010          | 1             | 0             |
| 2011          | 0             | 0             |
| 2012          | 1             | 0             |
| Усього        | 6             | 0             |

## Титули і досягнення
- Клубні:
  - Володар Кубка Імператора Японії: 2011
  - Володар Кубка Джей-ліги: 2004, 2009
  - Володар Кубка банку Суруга: 2010

- Збірні:
  - Срібний призер Азійських ігор: 2002

- Особисті:
  - у символічній збірній Джей-ліги: 2009